# 真州 (明夏)
真州，中国元末明夏设置的州。
元朝末年明玉珍设置真州，治所在今贵州省道真仡佬族苗族自治县东南旧城镇。明太祖洪武十七年（1384年）明朝改真州置真州长官司，隶属于四川承宣布政使司播州宣慰司。平定杨应龙之后，明神宗万历二十九年（1601年）四月，改真州长官司为真安州，下辖绥阳县、仁怀县（今赤水市）。